# L'Ève future
L'Ève future és una novel·la de Villiers de l'Isle-Adam, publicada l'any 1886.
Aquesta novel·la de fantasia, també considerada una de les obres fundacionals de la ciència-ficció, va aparèixer per primera vegada en forma de sèrie a La Vie moderne del 18 de juliol de 1885 al 27 de març de 1886 abans de ser publicada en un únic volum per M. de Brunhoff el 1886.

## Resum
Lord Ewald s'enamora d'una actriu de teatre, molt bonica però amb un esperit massa corrent per al seu gust. Per substituir aquesta dona en el cor del jove, l'enginyer Thomas Edison li ofereix el seu andròide, havent estat esperant una oportunitat per experimentar amb el seu invent. Per tant, suggereix adaptar físicament el prototip al seu model humà, alhora que el fa molt superior espiritualment. Dóna a l'ésser fabricat l'«ànima» d'una dona jove, d'una gran perfecció moral, submergida en un profund son hipnòtic.

## Anàlisi
Aquesta novel·la és considerada una de les obres fundadores de la ciència-ficció. Tanmateix, si la descripció d'Ève i el seu funcionament sembla molt tècnica, el mateix Villiers va reivindicar la seva inexactitud, amb l'objectiu de criticar l'hàbit dels científics de l'època d'expressar-se amb un argot incomprensible.
Aquesta obra també és la que va utilitzar per primera vegada la paraula «androide» en el seu significat actual. El procés de creació d'un androide amb aparença i comportament humans influencià fortament l'escriptora i guionista Thea von Harbou en confeccionar el guió de la pel·lícula Metropolis i la seva novel·la annexa.
Aquesta obra és especialment criticada per la seva profunda misogínia.